# Шестеро заболевают
Шестеро заболевают (шесть раз) — анимационный короткометражный фильм Дэвида Линча. Фильм был снят во время учёбы Линча в Пенсильванской Академии Изящных Искусств. Картина состоит из анимированных изображений шести фигур, страдающих расстройством желудка под звуки сирены.
Фильм был выпущен на DVD в сборнике «Короткометражные фильмы Дэвида Линча». Критики отметили сходство короткометражки с первой полнометражной работой Линча Голова-ластик.

## Сюжет
Фильм представляет собой картину Дэвида Линча, анимированную и снятую под звуки сирены. В фильме изображены 6 абстрактных фигур, чьи туловища заполнены цветной субстанцией, поднимающейся к их головам и вызывающей тошноту.
Фильм был назван критиками «удачной парадигмой для понимания повествования Линча». Также критиками отмечено наличие общих черт с дебютным фильмом Дэвида Линча — Голова-ластик.

## Производство
Идея фильма пришла в голову Дэвиду Линча во время обучения в Пенсильванской Академии Изящных Искусств в Филадельфии. По словам Линча, замысел фильма появился когда ветер зашевелил холст во время работы над картиной, что привело его к идее создания анимационного фильма. Линч обсудил идею со своим однокурсником Брюсом Сэмуелсоном. Линч восхищался его работами и в тот период работал над серией картин о «механических женщинах — женщинах, превратившихся в печатные машинки». Данная серия и работы Сэмуелсона послужили основой для фильма. Линч сконструировал экран размером 6 на 10 футов, на который был спроецирован фильм. Съёмки фильма начались в номере гостиницы в центре Филадельфии. Режиссёр прикрепил 16-мм камеру к столу, которая снимала процесс работы над картиной. Позже режиссёр добавил к фильму записанный звук сирены. Стоимость фильма составила 200 долларов.

## Выпуск
Фильм был выпущен в 1967 в рамках конкурса экспериментальных картин в Пенсильванской Академии Изящных искусств. Анимационная лента была положительно встречена однокурсниками Дэвида Линча и выиграла в данном конкурсе. В 2001 году фильм был включён в сборник «Короткометражные фильмы Дэвида Линча» — коллекцию ранних работ режиссёра, которая распространялась через его официальный веб-сайт. Позже данный фильм вошёл в издание «David Lynch: The Lime Green Set» (2008).

## Наследие
Несмотря на успех короткометражки среди своих товарищей, Линч не планировал в дальнейшем экспериментировать с режиссурой из-за высоких затрат для съёмок фильма. Однако вскоре после показа фильма, однокурсник Линча по имени Бартон Вассерман предложил ему заняться похожим проектом для домашней выставки. Вассерман предложил Линчу 1000 долларов на проект, на что Линч ответил своим согласием. Позже режиссёр приобрёл новую камеру и потратил два месяца на работу над проектом, который должен был состоять как из анимации, так и из натурных съёмок. Технические ошибки не позволили Линчу реализовать проект и поэтому финальный результат «представлял собой сплошное пятно». Вассерман отменил проект и позволил Линчу оставить себе остаток бюджетных средств, которые были потрачены на второй короткометражный фильм Линча Алфавит. Алфавит, в свою очередь, послужил основой для первого полнометражного фильма Дэвида Линча — Голова-ластик.